# Papilio hesperus
Espèce
Papilio hesperus ou Machaon occidental est une espèce d'insectes lépidoptères (papillons) qui appartient à la famille des Papilionidae, à la sous-famille des Papilioninae et au genre Papilio et du sous-genre (Princeps) .

## Description
Papilio hesperus est un très grand papillon d'une envergure de 110 à 130 mm, au bord externe des ailes antérieures très concave et aux ailes postérieures festonnées avec une queue en massue,. Les ailes sont marron à noires ornementées de taches jaune pâle dont une partie forme une bande avec des veines marron de la moitié des ailes antérieures à leur bord interne puis du bord costal au bord interne des ailes postérieures. Deux taches sont aux postérieures proches de la queue.

## Biologie

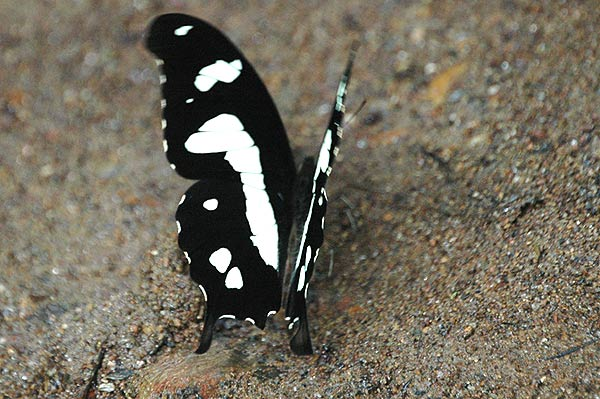
Papilio hesperus.

### Plantes hôtes
Les plantes hôtes sont du genre Beilschmiedia et particulièrement Beilschmiedia ugandensis.

## Écologie et distribution
Il est présent en Afrique équatoriale.

## Systématique
Papilio (Princeps) hesperus a été décrit par l'entomologiste britannique John Obadiah Westwood en 1843.

### Noms vernaculaires
Papilio hesperus se nomme Emperor swallotail en anglais.

### Taxinomie
Papilio hesperus est le chef de file d'un groupe qui porte son nom
- Groupe de l'hesperus

Papilio hesperus Westwood, 1843
Papilio euphranor (Trimen, 1868)
Papilio horribilis (Butler, 1874)
Papilio pelodurus (Butler, 1896)
Liste des sous-espèces
- Papilio hesperus hesperus Westwood, 1843 (au Nigeria, au Cameroun, en Guinée équatoriale, en République démocratique du Congo, en République du Congo, en Ouganda, dans le nord-ouest de la Tanzanie et le nord de la Zambie)

Synonymie pour cette sous-espèce
Papilio horribilis var. calabaricus (Distant, 1879)
Papilio hesperus maculatissimus (Suffert, 1904)
Papilio hesperus f. additionis (Strand, 1913)
Papilio hesperus f. bukoba (Richelmann, 1913)
Papilio hesperus dualana 
Papilio hesperus var. kassaiensis (Moreau, 1917)
Papilio embodinus (Ehrmann, 1921)
Papilio hesperus f.indiv. insolitus (Le Cerf, 1924)
Papilio hesperus ♂-f. rufopuncta (Stoneham, 1944)
Papilio hesperus hesperus ab. lagai (Dufrane, 1946)
Papilio hesperus hesperus ab. blariauxi (Dufrane, 1946)
Papilio hesperus hesperus ab. cuvelieri (Dufrane, 1946)
Papilio hesperus hesperus f. mariae (Dufrane, 1953)
Papilio hesperus hesperus f. punctata (Dufrane, 1953)
- Papilio hesperus feae  (Storace, 1963)[16]  (Guinée équatoriale)
- Papilio hesperus Sudana (Gabriel, 1945)[17]  (sud du Soudan)

## Papilio hesperuset l'Homme

### Protection
Pas de statut de protection particulier.

### Philatélie
Timbre du Burundi de 1984, valeur faciale 30 F, Y&T 894